# Форбак-Буле-Мозель (округ)
Округ Форбак-Буле-Мозель (фр. Arrondissement de Forbach-Boulay-Moselle) — округ у Франції, в департаменті Мозель. 2023 року округ об'єднував 169 муніципалітетів, населення становило 238 503 особи.
Адміністративний центр (супрефектура) — Форбак.

## Муніципалітети
Список муніципалітетів округу та їхні коди INSEE:
1. Аделанж
2. Аденкур
3. Аллерен
4. Альзен
5. Альстен
6. Альтвіллер
7. Альтрипп
8. Ам-су-Варсбер
9. Ан-сюр-Ньє
10. Анзелен
11. Анривіль
12. Аргартан-о-Мін
13. Арприш
14. Арренкур
15. Арріанс
16. Бамбідерстрофф
17. Банне
18. Баронвіль
19. Барст
20. Бенен-ле-Сент-Авольд
21. Беран-ле-Форбак
22. Бервіллер-ан-Мозель
23. Бериг-Вентранж
24. Беттанж
25. Беттен
26. Бібіш
27. Біден
28. Бістан-ан-Лоррен
29. Бістрофф
30. Бйонвіль-сюр-Ньє
31. Бреттнак
32. Брук
33. Брюланж
34. Бузонвіль
35. Буле-Мозель
36. Бусбак
37. Бустрофф
38. Бушпорн
39. Валлеранж
40. Валь-Еберсен
41. Валь-ле-Фолькемон
42. Вальменстер
43. Вальмон
44. Вариз
45. Варсбер
46. Ватімон
47. Вельвен
48. Вельфлен-ле-Бузонвіль
49. Віллен
50. Віллер
51. Віттонкур
52. Водрешен
53. Вольмеранж-ле-Буле
54. Вуамо
55. Генвіллер
56. Герстлен
57. Гертен
58. Гесслен-Емерен
59. Гінгланж
60. Гінкіршан
61. Гомеланж
62. Гренен
63. Гростенкен
64. Далем
65. Дальстен
66. Дантен
67. Дестрі
68. Діффамбак-ле-Еллімер
69. Дьєблен
70. Дьєзан
71. Еберсвіллер
72. Ебланж
73. Еллімер
74. Ельванж
75. Ельстрофф
76. Емії
77. Енен-ле-Бузонвіль
78. Енкканж
79. Еншвіль
80. Ерні
81. Ерстрофф
82. Естрофф
83. Етен
84. Етслен
85. Зіммен
86. Каппель
87. Карлен
88. Кербак
89. Кольман
90. Конде-Нортан
91. Кошеран
92. Креанж
93. Крецвальд
94. Кум
95. Ландрофф
96. Ланен
97. Лашамбр
98. Лейвіллер
99. Леллен
100. Ліксен-ле-Сент-Авольд
101. Лодрефан
102. Лонжвіль-ле-Сент-Авольд
103. Л'Опіталь
104. Максстад
105. Мані
106. Манскірш
107. Маранж-Зондранж
108. Машран
109. Меганж
110. Менвілле
111. Мертан
112. Мецен
113. Момерстрофф
114. Моранж
115. Морсбак
116. Нарбефонтен
117. Ненкіршан-ле-Бузонвіль
118. Нуссвіллер-Сен-Набор
119. Ньєдервісс
120. Обервісс
121. Обердорфф
122. Олакур
123. Оллен
124. Омбур-О
125. Ост
126. От-Віньєль
127. Оттонвіль
128. Петі-Тенкен
129. Петіт-Россель
130. Пібланж
131. Понп'єрр
132. Порселетт
133. Ракранж
134. Ремельфан
135. Ремерен
136. Росбрюк
137. Рупельданж
138. Сен-Франсуа-Лакруа
139. Сенбуз
140. Сент-Авольд
141. Спішеран
142. Стірен-Вендель
143. Сюїсс
144. Тантелен
145. Теден
146. Тетен-сюр-Ньє
147. Тетершан
148. Тікур
149. Тонвіль
150. Триттелен-Редлак
151. Тромборн
152. Фальк
153. Фареберсвіллер
154. Фаршвіллер
155. Фійстрофф
156. Флетранж
157. Фолькемон
158. Фольклен
159. Фольшвіллер
160. Форбак
161. Фрейбуз
162. Фреймен-Мерлебак
163. Фреместрофф
164. Фрестрофф
165. Фуліньї
166. Шато-Руж
167. Швердорфф
168. Шемрі-ле-Де
169. Шенек